# Orocrambus paraxenus
Orocrambus paraxenus là một loài bướm đêm trong họ Crambidae.